# Daniel Ridgway Knight
Pour les articles homonymes, voir Knight.

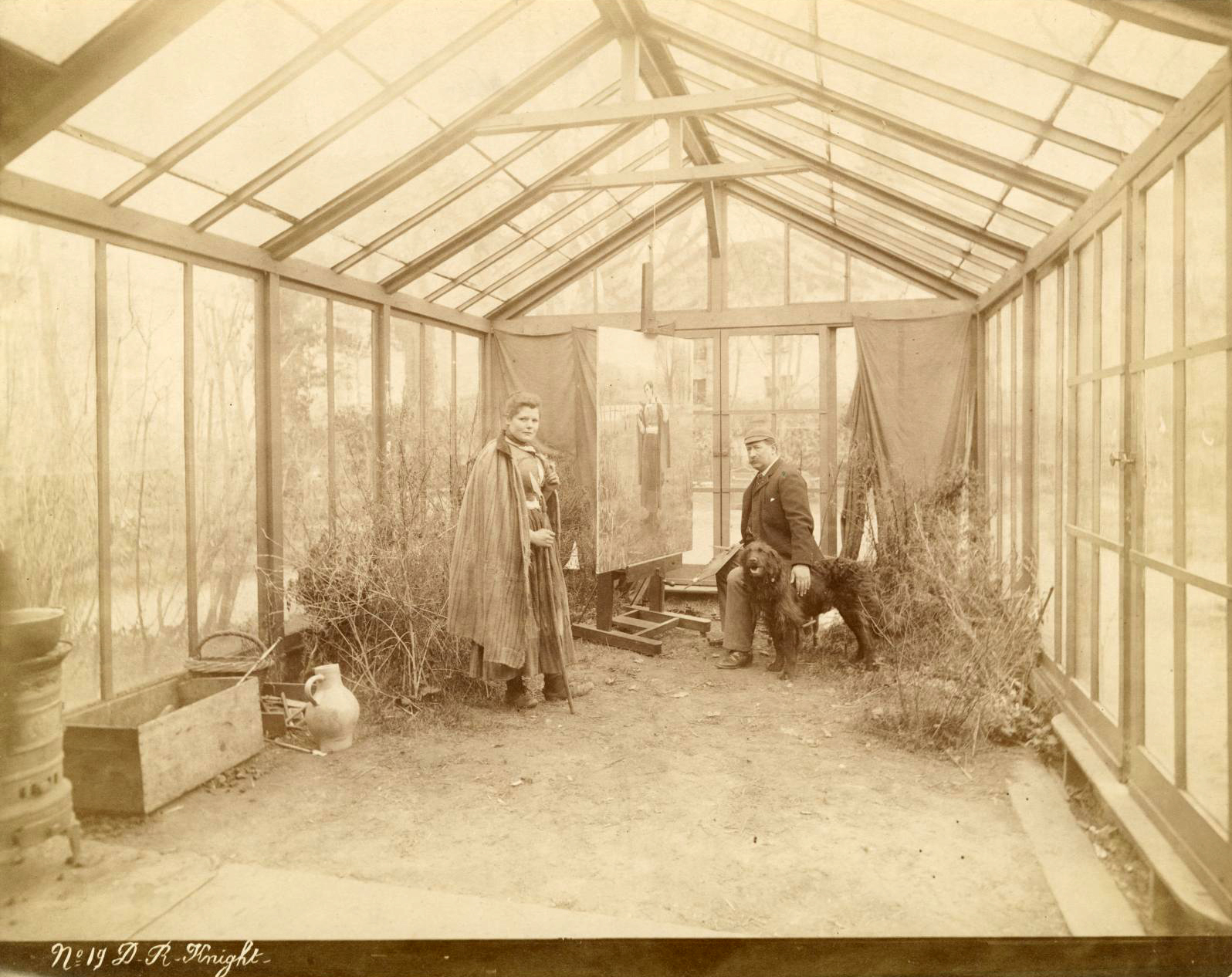
Daniel Ridgway Knight dans son atelier parisien.

Daniel Ridgway Knight, né le 15 mars 1839 à Philadelphie en Pennsylvanie et mort le 9 mars 1924 à Neuilly-sur-Seine, est un peintre américain. 

## Biographie
En 1861, Daniel Knight vient à Paris pour étudier la peinture et rentre à l'École des beaux-arts, avec Cabanel comme professeur puis dans l'atelier de Charles Gleyre et plus tard dans celui de Jean-Louis-Ernest Meissonier. 
En 1863, il repart aux États-Unis à l'armée et étudie les portraits et les expressions.
En 1872, il revient vivre en France, dans sa maison et son atelier de Poissy. Il rencontre Renoir, Sisley.  
Impressionné par le travail de Jean-François Millet en 1874 à Barbizon, il rencontre le peintre mais trouve que ses œuvres sont par trop fatalistes, il préfère peindre le peuple dans ses bons moments de tous les jours : des paysannes dans la nature ou aux tâches ménagères. C'est un peintre naturaliste.
À partir de 1883, il peint des vues de son jardin à Rolleboise, à l'ouest de Paris.
La médaille d'argent et la croix de la Légion d'honneur lui ont été décernées à l'Exposition universelle de Paris en 1889  et il a été fait chevalier de l'Ordre royal de Saint-Michel  en Bavière à Munich en 1893. La même année, il reçut également la médaille d'or de l'Académie des Beaux arts de Pennsylvanie à Philadelphie. 
Il meurt à Neuilly-sur-Seine le 9 mars 1924.
L'un de ses fils, Louis Aston Knight est un peintre de paysage. Son fils Charly Knight est architecte.

## Distinctions
- Officier de la Légion d'honneur (1909).

## Œuvres

### Galerie

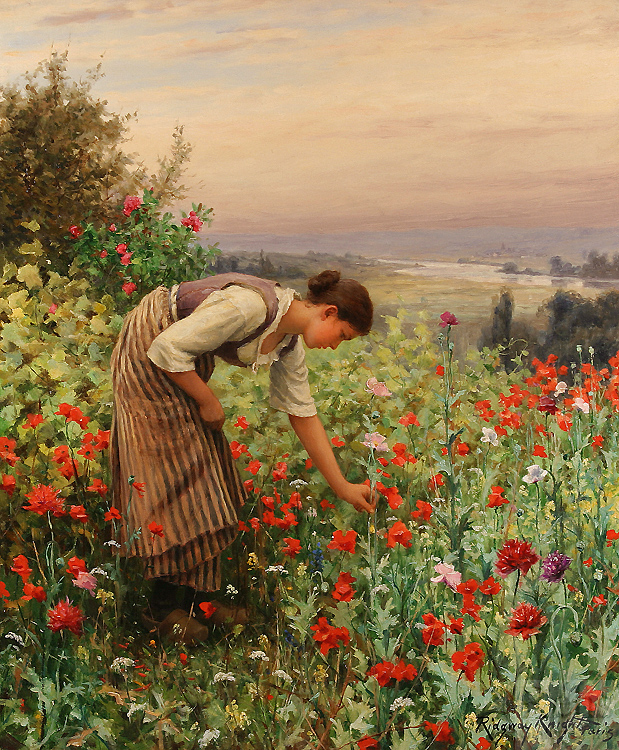
Jeune fille cueillant des coquelicots
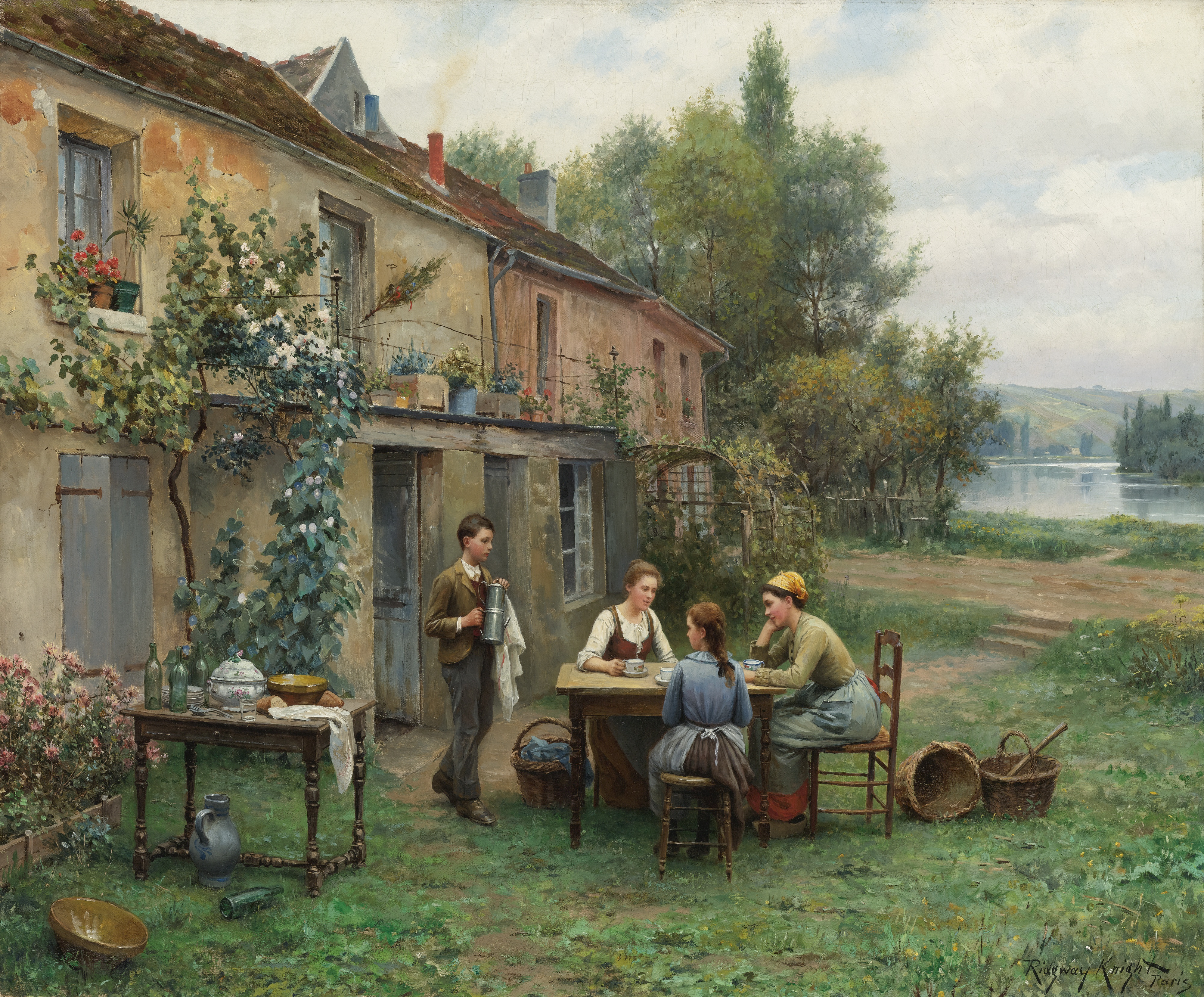
Café au jardin
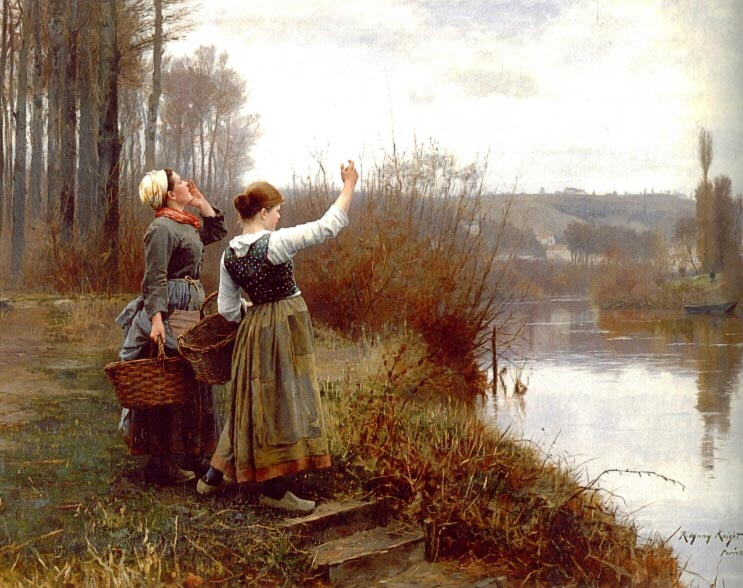
Le bateleur
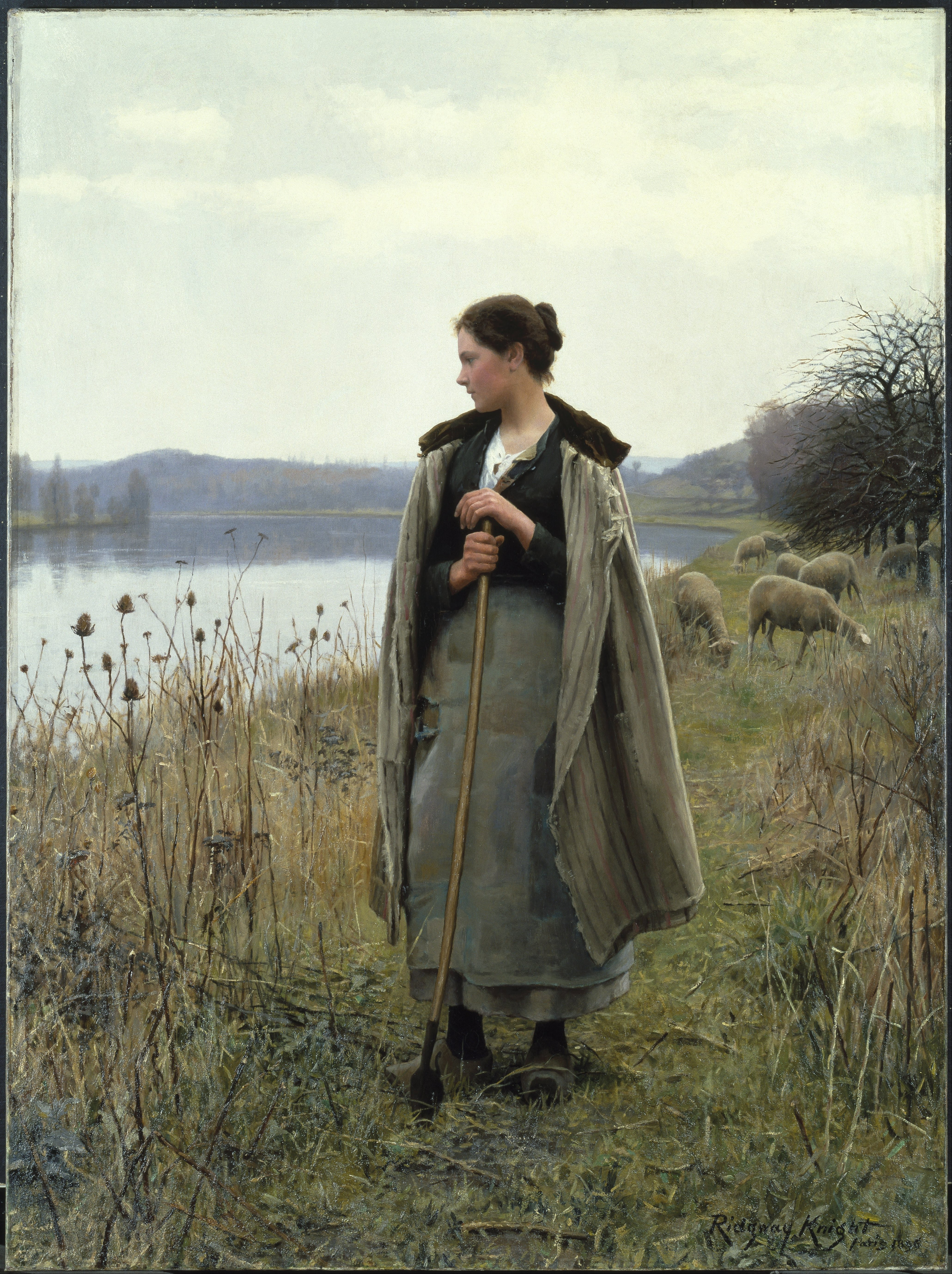
La bergère